# Andrea Portera
Andrea Portera (Grosseto, 16 dicembre 1973) è un compositore italiano.

## Biografia
Con un catalogo di oltre 170 titoli, l’opera di Portera esplora l’universo sonoro in una prospettiva antropologica, in particolare nelle connessioni che la musica genera tra emozione e inconscio:
una produzione sui generis, dove il processo creativo si esprime attraverso un’identità “intuitiva” ancor prima che “stilistica”.
I suoi lavori hanno ottenuto consensi e riconoscimenti da grandi nomi del panorama internazionale della musica:
è stato premiato da figure come Berio, Penderecki, Lindberg, Kalevi Aho, Noseda, Rhim, Morricone, Fedele, Meyer, Nishimura, Corghi, Bussotti, Solbiati, Halfter, Vacchi, Sciarrino, Abbado, Osokawa, Dall’Ongaro, Luis De Pablo.
Portera ha ricevuto il prestigioso Uuno Klami, premio internazionale per la composizione tra i più importanti al mondo.
Il valore della sua opera è stato unanimemente riconosciuto attraverso questi premi :
```
   Primo Premio al IV° Concorso Internazionale “Uuno Klami” (Finlandia)
   Primo Premio al II° Concorso Internazionale “Arturo Duo Vital” (Fondazione Botin, Santander, Spagna)
   Primo Premio al Concorso Internazionale “Wilde Lieder Marx.Music (BCMG-Birmingham)
   Primo Premio al IV° Concorso Internazionale “Stresa Festival”
   Primo Premio al III° Concorso Internazionale Real Academia de Bellas Artes de San Carlos (Valencia, Spagna)
   Primo Premio al Concorso Internazionale “Strumenti di Pace”(Rovigo, Italia)
   Primo Premio al VI° Concorso Internazionale “New Note” (Samobor, Croatia)
   Primo Premio al IV° Concorso Internazionale “Camillo Togni”
   Primo Premio al VII° Concorso Internazionale “Evangelisti”
   Primo Premio al Concorso Internazionale “Valentino Bucchi”
   Primo Premio al Concorso Internazionale “G. Viotti”
   Primo Premio al III° Concorso “Ciani”
   Primo Premio al VII° Concorso Internazionale “Carella”
   Primo Premio al IX° Concorso Internazionale “Romulado Marenco”
   Primo Premio al XXIV° Concorso “Castello di Belveglio”
   Primo Premio al II° Concorso Internazionale “A.Gi.Mus” di Varenna
   Primo Premio al IV° Concorso “Rosolino Toscano”
   International Award “Alexander Moyzes” (Bratislava, Slovacchia)
   Secondo Premio al Concorso Internazionale “Toru Takemitsu”(2007) (Tokyo, Giappone)
   Terzo Premio al III° Concorso Internazionale Penderecki (Radom, Polonia)
   Lutoslawski Award (Varsavia, Polonia)
   Lepo Sumera International (Tallin, Estonia)
   Franz Schubert Und Die Musik Der Moderne (Vienna, Austria)
   Dutilleux Competition (Parigi, Francia)
   TICCS (Thailand International Competition for Saxophone)
   Fondazione Guido D’Arezzo (Italia)
```

-nel 2001 riceve dal Presidente della Repubblica Italiana Carlo Azelio Ciampi la Medaglia d’Argento;
-nel 2006 riceve dall’Assessorato ai Beni Culturali di Brescia la Medaglia D’Oro;
-nel 2011 riceve dall’Assessore alla Cultura della città di Prato il “Gigliato d’Argento” ;
-nel 2012 riceve per la seconda volta la Medaglia del Presidente Della Repubblica, Giorgio Napolitano.
-nel 2018 riceve il premio Sondrio Musica per la propria produzione musicale
Le sue opere sono state eseguite da prestigiose orchestre, in particolare:
Tokyo Philarmonic, Orchestra Sinfonica della Rai, Bbc Philarmonic, Kymi Sinfonietta, Maggio Musicale Fiorentino, Symphonic Orchestra of the Slovak Radio, Orchestra Nazionale dell’Estonia, Orchestra Nazionale della Grecia, Orchestra Regionale Toscana (ORT), SPCO Chamber Orchestra in Minnesota, i “Pomeriggi Musicali” di Milano, Orchestra Vivaldi, Orchestra da Camera Fiorentina etc. e importanti gruppi cameristici, tra cui gli straordinari Arditti Quartet e Quartetto Indaco, Dedalo Ensemble, Stresa Festival Ensemble, il Birmingham Contemporary Music Group, i Solisti di Zagabria, Ensemble Altrevoci, Mdi Ensemble, Laboratorium Ensemble, Nuovo Contrappunto Ensemble, ContempoArte Ensemble, Quartetto Accademia, Gaudeamus Ensemble, Ensemble “2 agosto”, Sentieri Selvaggi, G.A.M.O, Ned Ensemble, Quartetto Ascanio, Quartetto Aphrodite, etc.
Le sue opere sono state dirette da Noseda, Sollima, Rustioni, Passerini, Kawka, Iwamura, Gazon, Logiadis, Carrasco, Peleggi, Boccadoro, Montanari, Guttman, etc.
Tra grandi interpreti che hanno eseguito la sua musica ricordiamo la soprano Valentina Coladonato, il pianista Andrea Lucchesini, Dillon, Bollani, Attademo e molti altri.
Le opere di Andrea Portera sono commissionate da importanti teatri e festival, tra cui la 57ª Biennale di Venezia, lo Stresa Festival (2009 e 2012), il 62º Festival International di Santander, la Fondazione del Maggio Musicale Fiorentino, la 32ª Stagione dell’Orchestra della Toscana, Suoni Riflessi, Composium 2007 Tokyo Opera City, Rebus al Teatro Dal Verme, ITU MIAM-Center for Advanced Studies in music in Istanbul, Antalya Piano Festival, etc.
Nel 2008 la Scuola di Musica di Fiesole ha dedicato al compositore l’evento monografico Musica e Cultura, destinato in precedenza a figure quali Kurtag, Berio, Sciarrino, Fedele, Vacchi, Bussotti, Andriessen.
Per il teatro ha composto musiche per i testi e la regia di Stefano Massini in produzioni con Sandro Lombardo, Michele Placido, Ottavia Piccolo.
Inoltre nelle sue opere ha avuto come voci recitanti Milena Vukotic e Maddalena Crippa.
Il Teatro della Pergola ha commissionato a Portera quattro eventi di teatro musicale ispirati a Pascoli, Gozzano, Palazzeschi e Campana, inaugurando una nuova sinergia tra teatro di poesia e opera lirica.
Appena quarantenne è regolarmente invitato in giurie di concorsi internazionali (Arturo Duo Vital International, Carella International, Luigi Nono competition, Call For Scores International, Musica per la Pace per la visita del Dalai Lama in Italia, Morricone Awards, Florence International Choir Competition etc.) e come docente di masterclass in composizione (Accademia Europea del Quartetto, Opificio Artes, Conservatorio di Ginevra, Università di Architettura di Genova, Accademia Orchestra Giovanile Italiana, Conservatorio Superiore di Lione etc.).
Portera svolge un’intensa attività didattica alla Scuola di Musica di Fiesole, dove insegna composizione al triennio universitario e promuove l’operato di molti giovani compositori di talento, che vengono seguiti nel percorso accademico e introdotti al mondo professionistico, soprattutto tramite il concorso di composizione “Veretti” , ideato dallo stesso.
È membro del Comitato Artistico della Scuola di Musica di Fiesole.
Andrea Portera è responsabile Ricerca & Sviluppo PERLART, la sezione di PER Lab (Laboratorio di Psicologia, Emozioni & Ricerca – spin-off dell’Università di Firenze in partnership con il Yale Center for Emotional Intelligence) che si occupa di intelligenza emotiva, arte e creatività. Portera è un promotore del Manifesto Culturale Emotional Intelligence Renaissance (EIR).
Le sue opere sono state pubblicate da Suvini Zerboni , RaiTrade, Eurarte, Premio Bucchi, Le Monnier, Fondazione Guido D’Arezzo, Hudobne Centrum Slovakia, Fondazione Botin.
Dal 2010 è un autore della casa editrice Ema Vinci Edizioni. Inoltre è autore del manuale Contesti Musicali (Mondadori & Le Monnier) per le scuole secondarie.>, Concorso "Egidio Carella" di Val Tidone (2003, 2004, 2006), Concorso "Guido d'Arezzo" (2004), Concorso "Camillo Togni" (2006), Premio Bucchi di Roma (2002), Concorso "Viotti" e Concorso "Franco Evangelisti" di Roma (2004).
Ha pubblicato musica per Edizioni Suvini Zerboni, RaiTrade, Edizioni Sconfinarte, EurArte, Le Monnier e Hudobne Centrum Slovakia.
Le sue opere sono state eseguite da importanti orchestre tra cui Tokyo Philharmonic Orchestra, BBC Philharmonic, Orchestra della Toscana, Orchestra Sinfonica della RAI, Orchestra Sinfonica della Radio Slovacca, Orchestra sinfonica nazionale estone, Orchestra i Pomeriggi Musicali e i gruppi Dedalo Ensemble, Ensemble Gaudeamus e MDI Ensemble.
Ha collaborato con interpreti quali Andrea Lucchesini, Lorenza Borrani, Francesco Dillon, Mario Ancillotti, Gianandrea Noseda, Daniele Rustioni, Chikara Iwamura e Daniel Kawka.
Per il teatro ha collaborato con vari autori, attori, coreografi, tra cui Stefano Massini, Sandro Lombardi, Michele Placido, Ottavia Piccolo, Milena Vukotic, Keith Ferrone, Barbara Nativo, Pier Luigi Berdondini.
Nel 2008 la Scuola di Musica di Fiesole ha dedicato al compositore l'evento monografico Musica e Cultura (in precedenza dedicato a Kurtag, Berio, Sciarrino, Fedele, Vacchi). Sempre nello stesso anno è stato docente della master-class di analisi musicale per l'Accademia dell'Orchestra Giovanile Italiana e nel 2009 docente di Grafica nella Musica Contemporanea all'Accademia Europea del Quartetto.

## Onorificenze
- 2001 – Medaglia d'argento del Presidente Carlo Azeglio Ciampi per meriti artistici.
- 2012 – Medaglia d'argento del Presidente Giorgio Napolitano per meriti artistici.